# Osiedle Zawady, Białystok
Zawady là một quận (osiedle) của Białystok, Ba Lan.